# Broek (De Fryske Marren)
Pour les articles homonymes, voir Broek.
Broek (en frison : De Broek) est un village de la commune néerlandaise de De Fryske Marren, dans la province de Frise.

## Géographie
Le village est situé dans le sud de la Frise, près de Joure.

## Histoire
Broek est un village de la commune de Doniawerstal avant 1984, puis de Skarsterlân avant le 1er janvier 2014, où elle est supprimée et fusionnée avec Gaasterlân-Sleat et Lemsterland pour former la nouvelle commune de De Friese Meren, devenue De Fryske Marren en 2015.

## Démographie
Le 1er janvier 2018, le village comptait 200 habitants.